# Жуков, Эдуард
Эдуард Жуков (латыш. Eduards Žukovs; род. 1972, Даугавпилс) — латвийский борец вольного стиля, участник Олимпийских игр в Атланте.

## Карьера
В мае 1992 года в венгерском Капошваре занял 6 место на чемпионате Европы. В начале августа 1992 года на Олимпийских играх в Атланте на групповой стадии в весовой категории до 62 кг, в первом раунде сначала на туше одолел Мусу Ильхана из Австралии, далее проиграл поляку Дариушу Гживиньски, в третьем раунде проиграл иранцу Аскари Мохаммадиану, в четвёртом раунде проиграл Анибалу Нивесу из Пуэрто-Рико, которому уступил 5 место в группе. В конце августа 1992 года занял 7 место на молодёжном чемпионате Европы в венгерском Секешфехерваре. В августе 1994 года в Стамбуле занял 11 место на чемпионате мира. В апреле 1995 года на чемпионате Европы в швейцарском Фрибуре занял 12 место.

## Спортивные результаты
- Чемпионат Европы по борьбе 1992 — 6;
- Олимпийские игры 1992 — 11;
- Чемпионат Европы по борьбе среди молодёжи 1992 — 7;
- Чемпионат мира по борьбе 1994 — 11;
- Чемпионат Европы по борьбе 1995 — 12;

## Личная жизнь
В 1989 году окончил даугавпилсскую среднюю школу № 4, в 1994  году окончил Даугавпилсский педагогический институт.